# Religiosas do Apostolado do Sagrado Coração de Jesus
A Congregação de Religiosas do Apostolado do Sagrado Coração de Jesus é uma congregação religiosa católica feminina de vida apostólica e de direito pontifício, fundada pelo sacerdote jesuíta espanhol Valentín Salinero, a 18 de dezembro de 1891, em Havana (Cuba). Às religiosas deste instituto conhecesse-lhes como apostolinas e pospõem a seus nomes as siglas R.A.

## História
O presbítero espanhol Valentín Salinero, estando de missionário em Havana, Cuba, com a ajuda de um grupo de mulheres do Apostolado da Oração, decidiu fundar uma congregação, com o fim de entregar suas vidas para o serviço de Deus através de obras apostólicas que dessem campo para regenerar a sociedade. Assim, num momento político bastante convulsionado, nasce a Congregação a 18 de dezembro de 1891, com o nome de Religiosas do Apostolado do Sagrado Coração de Jesus. Pouco tempo depois, Salinero foi transladado para a Espanha, o que permitiu que o instituto se estendesse por essa nação.
A obra de Salinas foi aprovada como congregação de direito diocesano, a 17 de dezembro de 1891 e a aprovação pontifícia, a 13 de julho de 1913. Com a aprovação da Santa Sé, o instituto conheceu um período de expansão significativo, chegando a outras ilhas do Caribe, como: República Dominicana (1943) e Porto Rico (1958). Na segunda metade do século XX chegaram a Colômbia e Venezuela.
Por causa da supressão das comunidades religiosas em Cuba e da confiscação dos bens, as apostolinas viram-se obrigadas a abandonar a ilha e refugiar-se em Porto Rico e Estados Unidos. A casa geral foi transladada a Espanha, em Madri.

## Organização
A Congregação de Religiosas do Apostolado do Sagrado Coração de Jesus é um instituto religioso de direito pontifício centralizado, cujo governo recai na superiora geral, à que os membros do instituto chamam Madre geral. A ela, lhe coadjuva seu conselho, eleito para um período de seis anos. A sede central encontra-se em Madri (Espanha).
As apostolinas dedicam-se ao apostolado da oração, especialmente através da educação da juventude, em escolas e na catequese. Sua espiritualidade centra-se na devoção do Sagrado Coração de Jesus. Em 2015, o instituto contava com umas 111 religiosas e 17 comunidades, presentes em Colômbia, Cuba, Espanha, Estados Unidos, Porto Rico, República Dominicana e Venezuela.